# Guaramiranga
Guaramiranga é um município brasileiro do estado do Ceará. Está localizado na região serrana do estado, a 105,5 km da capital do estado, Fortaleza. Segundo estimativa de 2019 do IBGE, o município tem cerca de 5.193 habitantes e 59 km² de área. Sua sede se localiza a 865 metros de altitude.  A cidade está situada na Área de Proteção Ambiental da Serra de Baturité.
O município se destaca como destino turístico pelo clima ao longo do ano, rica fauna, movimentada cena artística e importantes construções históricas. É um dos municípios com menor média anual de temperatura da Região Nordeste. Faz parte do Polo da Serra de Guaramiranga.
É a terra natal do cientista cearense Fernando de Mendonça, um dos pais do Programa Espacial Brasileiro, que trabalhou como representante do Brasil junto à NASA  e foi o primeiro diretor do INPE; além de terra natal, também, do jurista José Linhares, ex-presidente da República.

## Etimologia
O topônimo Guaramiranga vem do tupi guará (guará) e miranga ou piranga (vermelho), significando guará vermelho. Sua denominação original era Conceição, porém, desde 1890, possui o nome Guaramiranga.

## História
As terras onde hoje se localiza Guaramiranga eram originalmente habitadas por diversas etnias indígenas, destacando-se o povo Kanyndé. No decorrer da colonização, a região chegou a receber a presença de holandeses, posteriormente expulsos pelos portugueses, além de colonos alemães, que contribuíram para a formação cultural e econômica local. No século XVIII, com a criação da Missão da Palma para a evangelização dos povos nativos, intensificou-se o processo de ocupação. Já no século XIX, a expansão da pecuária e o cultivo do café impulsionaram o desenvolvimento do núcleo urbano que daria origem à atual Guaramiranga.

## Geografia
Localizado no Maciço de Baturité, tem como principal elevação o Pico Alto, com 1 115 metros acima do nível do mar. Foi registrado a ocorrência de caolim, uma variedade da argila, em seu território. As principais fontes de água fazem parte da bacia Metropolitana, sendo elas os rio Pacoti e os riachos Candeias e Sinimbútantos, todos afluentes do rio Aracoiaba. A região possui uma vegetação diversificada, variando desde a caatinga arbustiva densa, floresta subcaducifólia tropical, floresta úmida semiperenofólia, floresta úmida semicaducifólia, floresta caducifólia à mata ciliar. O clima da região é tropical úmido, com pluviometria média de 1 600 milímetros (mm) anuais e chuvas concentradas de janeiro a julho.
Segundo dados do Instituto Nacional de Meteorologia (INMET), referentes ao período de 1931 a 1970 e de 1973 a 2019, a menor temperatura registrada em Guaramiranga foi de 10 °C em 27 de junho de 1963 e a maior atingiu 32,2 °C em 19 de outubro de 2016. O maior acumulado de precipitação em 24 horas chegou a 141,3 mm em 9 de julho de 1989. Outros acumulados iguais ou superiores a 100 mm foram: 134 mm em 8 de janeiro de 2002, 129,4 mm em 31 de março de 1989, 128 mm nos dias 14 de junho de 1994 e 25 de janeiro de 2011, 127,2 mm em 15 de abril de 1988, 120 mm em 24 de janeiro de 1950, 117,4 mm em 20 de abril de 1931 e 30 de abril de 1986, 116 mm em 17 de julho de 2015, 112,6 mm em 19 de junho de 1945, 112,2 mm em 9 de maio de 2017, 105,2 mm em 31 de janeiro de 1946, 101,6 mm em 18 de março de 1940 e 100,2 mm em 27 de janeiro de 1977.
| Dados climatológicos para Guaramiranga                                               | Dados climatológicos para Guaramiranga | Dados climatológicos para Guaramiranga | Dados climatológicos para Guaramiranga | Dados climatológicos para Guaramiranga | Dados climatológicos para Guaramiranga | Dados climatológicos para Guaramiranga | Dados climatológicos para Guaramiranga | Dados climatológicos para Guaramiranga | Dados climatológicos para Guaramiranga | Dados climatológicos para Guaramiranga | Dados climatológicos para Guaramiranga | Dados climatológicos para Guaramiranga | Dados climatológicos para Guaramiranga |
| Mês                                                                                  | Jan                                    | Fev                                    | Mar                                    | Abr                                    | Mai                                    | Jun                                    | Jul                                    | Ago                                    | Set                                    | Out                                    | Nov                                    | Dez                                    | Ano                                    |
| ------------------------------------------------------------------------------------ | -------------------------------------- | -------------------------------------- | -------------------------------------- | -------------------------------------- | -------------------------------------- | -------------------------------------- | -------------------------------------- | -------------------------------------- | -------------------------------------- | -------------------------------------- | -------------------------------------- | -------------------------------------- | -------------------------------------- |
| Temperatura máxima recorde (°C)                                                      | 31,4                                   | 31,2                                   | 31,6                                   | 28,6                                   | 29,4                                   | 28                                     | 28,5                                   | 29,8                                   | 30,4                                   | 32,2                                   | 31,7                                   | 31,6                                   | 32,2                                   |
| Temperatura máxima média (°C)                                                        | 26,2                                   | 25,5                                   | 25,2                                   | 24,7                                   | 24,5                                   | 24                                     | 24,4                                   | 25,9                                   | 27                                     | 27,4                                   | 27,3                                   | 27,1                                   | 25,8                                   |
| Temperatura média compensada (°C)                                                    | 21,3                                   | 21,3                                   | 21,3                                   | 21,2                                   | 21                                     | 20,3                                   | 20                                     | 20,3                                   | 20,7                                   | 21                                     | 21,2                                   | 21,5                                   | 20,9                                   |
| Temperatura mínima média (°C)                                                        | 19                                     | 19,1                                   | 19,1                                   | 19,2                                   | 18,9                                   | 18,1                                   | 17,4                                   | 17,3                                   | 17,5                                   | 18                                     | 18,5                                   | 18,9                                   | 18,4                                   |
| Temperatura mínima recorde (°C)                                                      | 15,2                                   | 12,4                                   | 12,8                                   | 10,6                                   | 11,6                                   | 10                                     | 10,9                                   | 13,4                                   | 11,2                                   | 14,8                                   | 13,2                                   | 15                                     | 10                                     |
| Precipitação (mm)                                                                    | 184,1                                  | 170,7                                  | 274,5                                  | 294,2                                  | 209,4                                  | 177,8                                  | 105,6                                  | 38,2                                   | 23,3                                   | 29,4                                   | 36,1                                   | 63,1                                   | 1 606,4                                |
| Dias com precipitação (≥ 1 mm)                                                       | 15                                     | 15                                     | 22                                     | 21                                     | 17                                     | 13                                     | 9                                      | 5                                      | 5                                      | 7                                      | 7                                      | 9                                      | 145                                    |
| Umidade relativa compensada (%)                                                      | 86,5                                   | 88,6                                   | 90,7                                   | 92                                     | 91,3                                   | 89,4                                   | 88,2                                   | 82,7                                   | 82,1                                   | 81,3                                   | 82,6                                   | 83,9                                   | 86,6                                   |
| Insolação (h)                                                                        | 123                                    | 91,3                                   | 76,6                                   | 73,3                                   | 115,3                                  | 126,1                                  | 163                                    | 203,7                                  | 192                                    | 198,8                                  | 175                                    | 165,5                                  | 1 703,6                                |
| Fonte: INMET (normal climatológica de 1991-2020; recordes de temperatura: 1931-2019) |                                        |                                        |                                        |                                        |                                        |                                        |                                        |                                        |                                        |                                        |                                        |                                        |                                        |

## Economia
A base da economia local está assentada no setor de serviços, por meio do turismo, e na produção de gêneros agrícolas tradicionais, como o café, algodão, banana, arroz, cana-de-açúcar, milho e feijão; além da pecuária, em menor escala: bovinos, suínos e avícolas. Existem, ainda, duas indústrias de produtos alimentares.

### Turismo

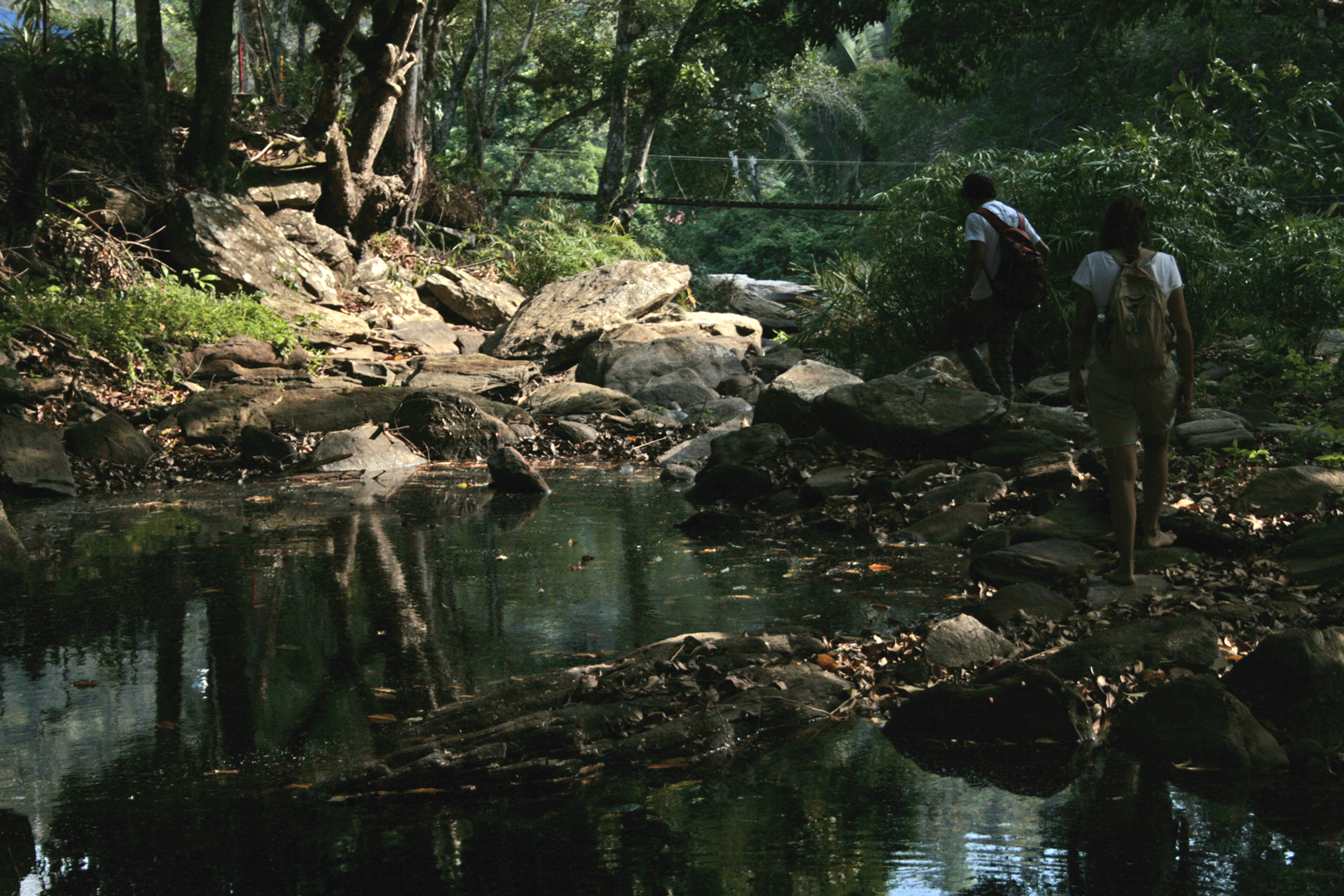
Trilha de mata atlântica em Guaramiranga.

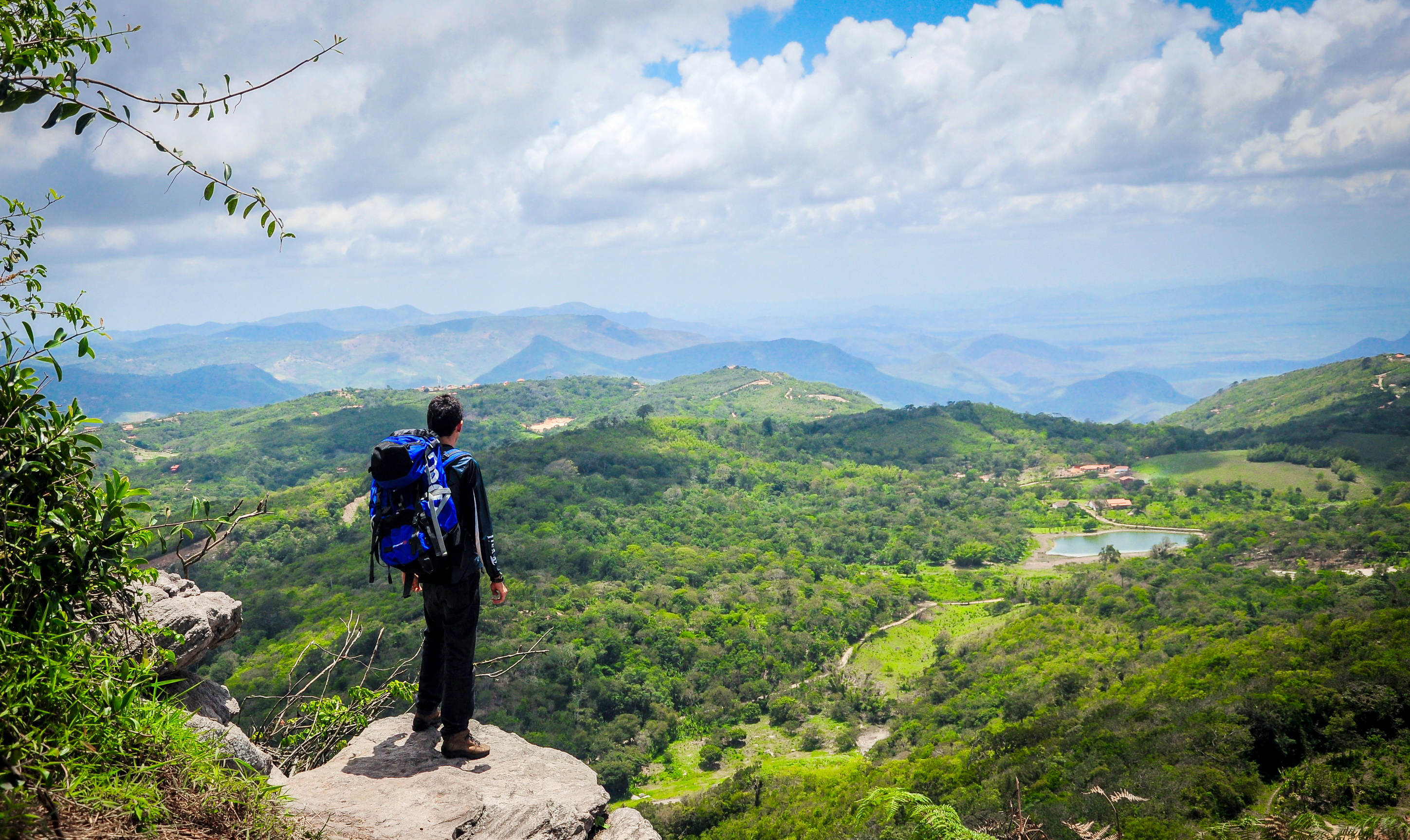
Vista do Pico Alto, próximo a Guaramiranga.

O turismo representa um forte componente da economia do município, graças a atrativos como o clima serrano, belas paisagens e eventos acolhidos durante todo o ano, como o Festival de Jazz e Blues.
Guaramiranga é um dos mais disputados destinos de carnaval dos cearenses, pois oferece opção para aqueles que preferem ficar longe do forró e do axé, que normalmente são dominantes no litoral do estado. Nesse período, a cidade abriga o Festival de Jazz e Blues de Guaramiranga – evento que conta com a participação de grandes nomes da música nacional e internacional. Nas noites frias da pequena cidade, a música entretém uma multidão de apreciadores, que lotam as ruas e hospedagens, muitas vezes improvisando barracas de acampamento e casas alugadas por moradores.
Além das atrações culturais, Guaramiranga é conhecida pelos atrativos naturais. Por estar localizada no Maciço de Baturité, região serrana a 865 metros acima do nível do mar, as temperaturas são amenas, geralmente entre 16 e 25º, embora, no mês de julho, a temperatura possa atingir 12 °C. Por essas condições climáticas, é popularmente conhecida como “suíça cearense”. A vegetação é composta de mata atlântica.
Guaramiranga é conhecida também por “cidade das flores”. A origem desse título reside na tradição do cultivo de rosas no Maciço de Baturité.
Os prédios históricos e seu valor histórico são outra característica do município. A Pousada dos Capuchinhos, antes um mosteiro, é um dos principais pontos turísticos da cidade, mesmo para aqueles que não estejam lá hospedados; Os cantos gregorianos são tradição, entoados nas manhãs do antigo prédio religioso. A beleza do antigo mosteiro se estende, ainda, por seus jardins e fontes.
As trilhas ecológicas são uma forte atração da região. Há, ainda, a Cachoeira do Perigo, localizada em Baturité.
Nas rotas turísticas de Guaramiranga há também o Pico Alto, local de maior altitude no Maciço de Baturité, com 1115 metros, e, consequentemente, de menores temperaturas, que podem chegar a 10 °C em julho. Lá existe, ainda, um mirante onde os visitantes podem ver o pôr do sol.
Juntamente com as cidades de Palmácia, Pacoti, Mulungu e Aratuba, faz parte da Rota Turística Serra de Guaramiranga.

## Política
A administração municipal localiza-se na sede, Guaramiranga.
O município de Guaramiranga, desde de sua emancipação política teve 14 prefeitos:
| Ordem | Nome                                | Partido      | Mandato      |
| ----- | ----------------------------------- | ------------ | ------------ |
| 1°    | José Aldemar Queiroz                | PSD          | 1958 - 1962  |
| 2°    | Heitor Feitosa Marinho              | UDN          | 1962 - 1966  |
| 3°    | Flávio César de Holanda             | ARENA        | 1967 - 1970  |
| 4°    | Francisco Farias Filho              | ARENA        | 1971 - 1972  |
| 5°    | José Vieira Filho                   | ARENA        | 1973 - 1976  |
| 6°    | Francisco Farias Filho              | ARENA        | 1977 - 1982  |
| 7°    | Fernando Simões Neto                | PDS          | 1983 - 1988  |
| 8°    | Drálio José Balsi de Holanda        | PMDB         | 1989 - 1992  |
| 9°    | Francisco Farias Neto               | PSDB         | 1993 - 1996  |
| 10°   | Drálio José Balsi de Holanda        | PMDB         | 1997 - 2004  |
| 11°   | Francisco Ilton Cambe Barrozo       | PPS          | 2005 - 2008  |
| 12°   | Luis Eduardo Viana Vieira           | PR           | 2009 - 2016  |
| 13°   | Roberlandia Ferreira Castelo Branco | PDT          | 2017 - 2024  |
| 14°   | Ynara Furtado Vasconcelos Mota      | Republicanos | 2025 - Atual |

### Administração atual[35]
| Ynara Furtado Vasconcelos Mota (Republicanos) |

| José Airton Pereira da Silva (Republicanos) |

| Pastas de Guaramiranga - Gestão 2009/2016   | Pastas de Guaramiranga - Gestão 2009/2016   | Pastas de Guaramiranga - Gestão 2009/2016 |
| ------------------------------------------- | ------------------------------------------- | ----------------------------------------- |
| Pasta                                       | Gestor                                      |                                           |
| Secretaria de Administração                 | Lucivan Gomes de Albuquerque                |                                           |
| Secretaria de Ação e Desenvolvimento Social | Maria Luiza da Silva Viera                  |                                           |
| Secretaria da Cultura                       | Maestro Poti                                |                                           |
| Secretaria de Educação e Desporto           | Lúcia Andrade da Rocha Sampaio / Luiz Alves |                                           |
| Secretaria de Finanças                      | Edísio Leite Araújo                         |                                           |
| Secreraria de Insfraestrutura               | José Jones Alves                            |                                           |
| Secretaria do Meio Ambiente                 | Secretário(a): Lucivan Gomes de Albuquerque |                                           |
| Secretaria da Saúde                         | Lady Diana Arruda Mota                      |                                           |
| Secretaria de Turismo                       | Ricardo Brasil Barroso                      |                                           |

## Subdivisão
O município é dividido em 3 distritos: Guaramiranga (sede), Pernambuquinho e Linha da Serra.

## Cultura
É realizado no município a Oktoberfest Guaramiranga (também conhecido como Festa da Cerveja), um festival tradicional de origens germânicas. É inspirada nas famosas Oktoberfests de Munique (na Alemanha) e Blumenau (Santa Catarina). Além da cerveja, são reverenciados o vinho e as flores numa animada mistura das culturas alemã e cearense.
A Oktoberfest de Guaramiranga iniciou sua 1° edição em 2009 com investimento de R$300mil e com uma estimativa de no mínimo 22 mil pessoas. Em alemão, "Oktober" significa outubro, e "Fest", festa ou festival. Embora o festival tradicional de Munique aconteça durante o mês de outubro, a edição da festa em Guaramiranga costuma acontecer durante o início do mês de novembro.
Outros eventos culturais que acontecem no município são:[carece de fontes?]
- Festival de Jazz e Blues de Guaramiranga, no período do Carnaval;
- Festa da Padroeira Nossa Senhora da Conceição, em 8 de dezembro;
- Festival de Flores, em agosto;
- Festival do Vinho;
- Encontro de Cordelistas da Serra, em 1 de maio;
- Coroação de Nossa Senhora de Fátima, em 31 de maio;
- Mostra Junina;
- Feira de Negócios Turísticos do Maciço, em julho;
- Festa de Santo Antônio, em 24 de agosto;
- Festa de Santo Agostinho, na segunda quinzena de agosto;
- Festa de Nosso Senhor do Bonfim, em 9 de setembro;
- Festa de Santa Teresinha, na Botija, na segunda quinzena de outubro;
- Dia do Município, em 22 de Setembro;
- Festival Nordestino de Teatro Amador, em setembro;
- Festa de São Francisco, em 4 de Outubro;
- Festival de Fondue;
- Festival de Gastronomia de Guaramiranga, em outubro;